# Wallenia jacquinioides
Wallenia jacquinioides är en viveväxtart. Wallenia jacquinioides ingår i släktet Wallenia och familjen viveväxter.

## Underarter
Arten delas in i följande underarter:
- W. j. jacquinioides
- W. j. montecristensis